# Rogier Stoffers
Pour les articles homonymes, voir Stoffers.
Rogier Stoffers, né le 9 novembre 1961 à Utrecht (Pays-Bas), est un directeur de la photographie néerlandais.
Il travaille tant au cinéma qu'à la télévision, notamment sur des films comme Quills, la plume et le sang, John Q, Rock Academy et Paranoïak (Disturbia).
Il a été nommé pour un Primetime Emmy Award et un American Society of Cinematographers Award, et a reçu la Grenouille d'or au Camerimage Film Festival.

## Filmographie
- 1989 : Alaska
- 1992 : Sjans
- 1993 : Pleidooi
- 1996 : In naam der koningin
- 1996 : Tijd van leven
- 1997 : Karakter
- 1997 : Liefdesgasten
- 1997 : Sancta mortale
- 1998 : Un homme et son chien
- 1998 : fl 19,99
- 1999 : Unter den Palmen
- 2000 : Papa's Song
- 2000 : Quills, la plume et le sang
- 2002 : John Q
- 2002 : Plus jamais
- 2003 : Masked and Anonymous
- 2003 : Rock Academy
- 2005 : Bad News Bears
- 2007 : Mongol
- 2007 : Paranoïak
- 2008 : Harcelés
- 2008 : Le Secret de Lily Owens
- 2009 : Gary, le coach à 2 balles ! (Balls Out: Gary the Tennis Coach)
- 2010 : Panique aux funérailles
- 2011 : Sex Friends
- 2012 : Branded
- 2012 : Hemingway and Gellhorn
- 2012 : Je te promets
- 2012 : Scruples
- 2013 : Et (beaucoup) plus si affinités
- 2013 : Some Velvet Morning
- 2014 : 10 Things I Hate About Life
- 2014 : Ten X Ten
- 2015 : De surprise
- 2015 : Dirty Weekend
- 2015 : Manipulation  d'Elizabeth Allen
- 2016 : Brimstone
- 2016 : La Chambre des oubliés
- 2018 : Death Wish d'Eli Roth
- 2018 : Every Day
- 2018 : La Prophétie de l'horloge d'Eli Roth
- 2023 : Mon père et moi (About My Father) de Laura Terruso
- 2023 : Borderlands d'Eli Roth

## Récompenses et distinctions
- (en) Rogier Stoffers: Awards, sur l'Internet Movie Database